# Too Late for Love
"Too Late for Love" er en sang af den svenske sanger John Lundvik. Sangen blev opført for første gang til Melodifestivalen 2019, hvor den kom til finalen. Det er Lundviks første single siden "My Turn". Sangen vandt i sidste ende Melodifestivalen 2019, og skal repræsentere Sverige i Eurovision Song Contest 2019 i Tel Aviv, Israel.